# Erling Hokstad
Erling Hokstad (7 agosto 1940) è un allenatore di calcio ed ex calciatore norvegese, di ruolo centrocampista.

## Carriera

### Giocatore

#### Club
Hokstad giocò nell'Eidsvold Turn dal 1964 al 1969.

### Allenatore
Hokstad allenò lo Stabæk dal 1979 al 1982. Dal 1º gennaio 1983, diventò commissario tecnico della Nazionale femminile norvegese e ricoprì questo incarico fino al 31 luglio 1989, prima da solo e dal 1º gennaio 1986 in tandem con Dag Vestlund. Nel 1990, diventò allenatore del Lyn Oslo.